# Фотобарабан

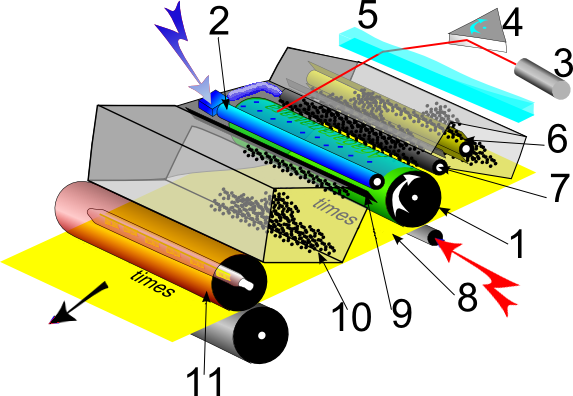
Фотобарабан отмечен цифрой 1.

Фотобараба́н (англ. OPC drum, optical photoconductor drum) является одной из главных деталей копировальных аппаратов и лазерных принтеров. На фотобарабан определённым способом построчно переводится требуемое изображение, обычно путём изменения неоднородного электростатического заряда, затем наносится пигментный порошок — тонер, после чего он переносится с барабана на бумагу и фиксируется путём нагрева.
Конструктивно представляет собой металлический цилиндр (обычно алюминиевый), покрытый слоем фотопроводящего материала — полупроводника n-типа (например, слой селена), который заряжается разнополярным высоким напряжением, электрическое сопротивление которого резко падает под действием светового излучения. Изначально в качестве фотопроводника использовались соединения селена. В настоящее время селеновые фотобарабаны практически полностью сняты с производства. Вместо селена используются различные органические соединения. В последнее время получили широкое распространение фотобарабаны с покрытием из аморфного кремния. Также нужно отметить, что диэлектрики под воздействием высокого напряжения приобретают дополнительные свойства, такие, как обратный пьезоэффект и излучение в ультразвуковом диапазоне.